# Tan Jiexi
Tan Jiexi (nacido el 2 de diciembre de 1988 en Shenzhen), es un cantante y compositor chino, debutó en 2010 después de ganar el cuarto lugar en una competencia llamado Happy Boy.

## Biografía
Tan Jiexi (Chines: 谭杰希), nació en Shenzhen, China, se fue a Canadá a la edad de 15 años y más adelante fue admitido en la Universidad de Toronto, en verano de 2010, asistió al concurso de canto llamado Happy Boy en Guangzhou. Los jueces le favorecieron y se le extendió una tarjeta de pase, que inició su competencia en dicho evento.

## Happy Boy
| Final                    | Canción                                                                                             |
| ------------------------ | --------------------------------------------------------------------------------------------------- |
| Mass election            | 跑跑跑跑( original song)、女朋友要带回家( original song)                                            |
| Nationwide 60/300        | 跑跑跑跑( original song)                                                                            |
| Nationwide 30/61         | 女朋友要带回家( original song)                                                                      |
| Nationwide 20/30         | 很多(original song)、小乖乖（original song)                                                         |
| Nationwide 12/20, first  | 垃圾桶(original song)                                                                               |
| Nationwide 12/20, second | No such thing                                                                                       |
| Nationwide 10/12         | 外婆的笑(original song)、杰希玛丽（original song)                                                   |
| Nationwide 8/10          | 那年夏天( original song)、女朋友要带回家( original song)                                            |
| Nationwide 7/8           | 自由                                                                                                |
| Nationwide 6/7           | 生活要live high(adaptive song)、说，为什么这么晚还不回家( original song)                            |
| Nationwide 5/6           | 红日（week champion show)、我怕我会掉眼泪、珍珠奶茶( original song)、以后我们住这里( original song) |
| Nationwide 4/5           | 笨小孩、话太简单、夏天( original song)                                                              |
| Nationwide 3/4           | I’m your'小乖乖(adaptive song)、你知道我在等你吗、好想好想睡( original song)                        |

## Canción original
| Nombre                                                                       | Canción                                                                                    |
| ---------------------------------------------------------------------------- | ------------------------------------------------------------------------------------------ |
| Take girlfriend home(Chinese: 女朋友要带回家)                                | Tan wrote this song to his mother as a birthday present                                    |
| Run run run run ( Chinese:跑跑跑跑）                                         | This song was inspired by his experience of being late for class                           |
| My grandmother's smile (Chinese: 外婆的笑）                                  | A song for his dear grandmother                                                            |
| Summer (Chinese:夏天）                                                       | A song describes his memory of childhood                                                   |
| We live here in the future (Chinese:以后我们住这里)                          | For his girlfriend                                                                         |
| I want to sleep (Chinese:好想好想睡)                                         | His swansong in Happy Boy singing competition                                              |
| Bubble tea (Chinese:珍珠奶茶）                                               | An English song                                                                            |
| Answer me: why did you came home so late (Chinese: 说，为什么这么晚还不回家) | This song was inspired from his mother's worry about him                                   |
| Garbage can (Chinese: 垃圾桶）                                               | Finished in 30 minutes                                                                     |
| I should pick you up (Chinese: 再好的活也不拉）                              | This song was inspired from a taxi driver who served him regardless of those queue jumpers |